# 威斯特伐利亚 (艾奥瓦州)
韋斯特法利亞（英語：Westphalia）是一個位於美國愛荷華州謝爾比縣的城市。

## 地理
韋斯特法利亞的座標為41°43′10″N 95°23′40″W / 41.71944°N 95.39444°W，而該地的平均海拔高度為438米（即1437英尺）。

## 人口
根據2010年美國人口普查的數據，韋斯特法利亞的面積為0.26平方千米，當中陸地面積為0.26平方千米，而水域面積為0.00平方千米。當地共有人口127人，而人口密度為每平方千米488人。